# ペ・ヘジ
ペ・ヘジまたはペ・ヒェジ（ハングル表記：배혜지、1992年 - ）は、大韓民国の韓国放送公社 (KBS) 所属の気象キャスターである。淑明女子大学校のコンピューター工学科を卒業した。2017年にKBSに所属する気象キャスターになった。2021年6月現在ソウル大学校融合科学技術大学院デジタル情報融合修士課程に在学している。『KBSニュース広場』に出演している。